# Kouka (departamento)
Kouka é um departamento ou comuna da província de Banwa no Burkina Faso. A sua capital é a cidade de Kouka.
Em 1 de julho de 2018 tinha uma população estimada em 81097 habitantes.